# Nodo bachmann
Il nodo bachmann è un nodo autobloccante efficace per creare un sistema di salita o di discesa lungo la corda da arrampicata. Questo tipo di nodo si blocca automaticamente sulla corda quando viene caricato di un peso e si libera quando il peso viene tolto. Questo tipo di nodo in particolare viene eseguito intorno ad un moschettone e questo fa in modo che la corda scorra liberamente nella direzione opposta al carico.

## Esecuzione
Il nodo bachmann si esegue infilando un'asola di cordino dentro a un moschettone e con il moschettone sotto la corda si passa il cordino sopra la corda e intorno al moschettone ripetendo l'operazione per almeno cinque volte.